# Mister Supranacional 2024
Mister Supranacional 2024 fue la 8.ª edición del certamen Mister Supranacional, correspondiente al año 2024, se llevó a cabo el jueves 4 de julio en la ciudad de Nowy Sącz, Polonia. Candidatos de 36 países y territorios autónomos compitieron por el título. Al final del evento, Iván Álvarez, Mister Supranacional 2023 de España entregó su título a su sucesor, Fezile Mkhize de Sudáfrica.

## Resultados
| Posiciones                | Concursante |
| ------------------------- | --- |
| Mister Supranacional 2024 | - Sudáfrica – Fezile Mkhize |
| Primer finalista          | - Países Bajos – Casey De Vries |
| Segundo finalista         | - Filipinas – Brandon Espiritu |
| Tercer finalista          | - Venezuela – Marcos De Freitas |
| Cuarto finalista          | - Laos – Sanonh Maniphonh |
| Semifinalistas (Top 10)   | - Colombia – Rafael Rapelo - México – Zait Reza - Polonia – Patryk Karbowski - República Dominicana – Bray Vargas - Vietnam – Đỗ Quang Tuyển |
| Cuartofinalistas (Top 20) | - Brasil – Matheus Maia - España – Álvaro Germes - Indonesia – Nathaniel Christopher - Nepal – Dhiroj Kaji Basnet - Perú – Joel Farach - Puerto Rico – Cristian González - República Checa – Adam Sedro - Sierra Leona – Uthman Issa Bangura - Tailandia – Chonlawit Wongsriwor - Trinidad y Tobago – Anderson Subero |

### Ganadores Continentales
| Continente | Candidato                            |
| ---------- | ------------------------------------ |
| África     | - Sierra Leona – Uthman Issa Bangura |
| América    | - Colombia - Rafael Rapelo           |
| Asia       | - Vietnam - Đỗ Quang Tuyển           |
| Caribe     | - República Dominicana - Bray Vargas |
| Europa     | - Polonia - Patryk Karbowski         |

### Retos
| Título     | Candidato                             |
| ---------- | ------------------------------------- |
| Fan Vote   | - Vietnam – Đỗ Quang Tuyển            |
| Influencer | - Filipinas – Brandon Espiritu        |
| Supra Chat | - Sudáfrica – Fezile Mkhize           |
| Top Model  | - Colombia – Rafael Rapelo            |
| Talento    | - Trinidad y Tobago – Anderson Subero |

### Orden de Clasificación
| Top 20               | Top 10               | Top 5        |
| -------------------- | -------------------- | ------------ |
| Brasil               | Vietnam              | Filipinas    |
| Colombia             | Venezuela            | Venezuela    |
| Sudáfrica            | Laos                 | Países Bajos |
| Filipinas            | México               | Laos         |
| Trinidad y Tobago    | Sudáfrica            | Sudáfrica    |
| Perú                 | Colombia             |              |
| Sierra Leona         | Países Bajos         |              |
| República Dominicana | Filipinas            |              |
| Países Bajos         | Polonia              |              |
| Polonia              | República Dominicana |              |
| Laos                 |                      |              |
| Venezuela            |                      |              |
| Puerto Rico          |                      |              |
| República Checa      |                      |              |
| Tailandia            |                      |              |
| España               |                      |              |
| Indonesia            |                      |              |
| Vietnam              |                      |              |
| México               |                      |              |
| Nepal                |                      |              |

## Candidatos
36 candidatos compitieron por el título:
| - Alemania — Marc Arthur Tsanang - Argentina — Guillermo Layus - Birmania — Thet Oo Maung - Brasil — Matheus Maia - Canadá — Jaime Cesar - Colombia — Rafael Rapelo - Corea del Sur — Jo Seong Hyeon - Costa de Marfil — Firmin Junior Yapi - Ecuador — Fernando Mendieta - Eslovaquia — Adam Palkovič - España — Álvaro Germes - Estados Unidos — Alan Hierro - Filipinas — Brandon Espiritu - Guatemala — Joshua Mata - Haití — Abdías Agustín - India — Aman Rajesh Singh - Indonesia — Nathaniel Christopher - Jamaica — Jermaine Harris - Laos — Sanonh Maniphonh | - Malasia — Siavesh Akbari - Malta — Ruben Pulido - México — Zait Reza - Nepal — Dhiroj Kaji Basnet - Países Bajos — Casey De Vries - Paraguay — Osvaldo Orué - Perú — Joel Farach - Polonia — Patryk Karbowski - Puerto Rico — Cristian González - República Checa — Adam Sedro - República Dominicana — Bray Vargas - Sierra Leona — Uthman Issa Bangura - Sudáfrica —Fezile Mkhize - Tailandia — Chonlawit Wongsriwor - Trinidad y Tobago — Anderson Subero - Venezuela — Marcos De Freitas - Vietnam — Đỗ Quang Tuyển |

## Sobre los países de Mister Supranacional 2024

### Naciones debutantes
- Costa de Marfil
- Guatemala

### Naciones que regresan la competencia
Compitieron por última vez en 2022:
- Alemania
- Haití
- Laos
- Malta
- República Dominicana
- Vietnam

Compitieron por última vez en 2021:
- Colombia
- Sierra Leona

Compitió por última vez en 2019: 
- Jamaica

Compitió por última vez en 2018: 
- Birmania

Compitió por última vez en 2016
- Paraguay

### Naciones que se retiran de la competencia
- Bélgica
- Camboya
- Camerún
- Cuba
- Francia
- Grecia
- Guinea Ecuatorial
- Italia
- Namibia
- Panamá
- Zimbabue